# Panthères FC
Panthères Football Club is een Beninese voetbalclub uit de stad Djougou. Panthères FC speelt in de Premier League, de nationale voetbalcompetitie van Benin.